# نان و سیرک
نان و سیرک (به لاتین: panem et circenses) یک استراتژی مورد استفاده توسط امپراتوران روم برای دلجویی از توده‌های مردم با پخش کردن غذا و بخشیدن سرگرمی به آنان دارد. یوونال، شاعر رومی در قرون یکم و دوم میلادی، این لفظ را برای توصیف نوعی از سیاست‌های رومیان به کار برده و هنوز هم در سیاست کاربرد دارد.
در این رویکرد سیاسی به جای پرداختن به مشکلات اساسی و خواسته‌های بنیادین مردم، با بخشیدن مقداری خوراک یا ایجاد سرگرمی برایشان، حواس افکار عمومی را از مطلب اصلی پرت می‌کنند.